# Psychotria pumiliocarpa
Psychotria pumiliocarpa là một loài thực vật có hoa trong họ Thiến thảo. Loài này được Dwyer miêu tả khoa học đầu tiên năm 1980.